# (34821) 2001 SF129
2001 SF129 (asteroide 34821) é um asteroide da cintura principal. Possui uma excentricidade de 0.15461670 e uma inclinação de 7.17026º.
Este asteroide foi descoberto no dia 16 de setembro de 2001 por LINEAR em Socorro.